# Chirurgia dell'ernia inguinale
Per chirurgia dell'ernia inguinale si intende l'insieme delle tecniche operatorie utilizzate nel trattamento delle ernie che si fanno strada in regione inguinale. Pur avendo una tradizione millenaria ha avuto uno sviluppo significativo soltanto a partire dalla metà del XIX secolo.

## Storia

### Età antica

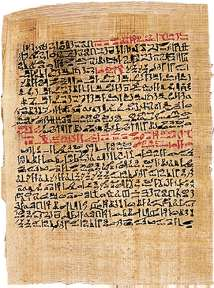
Pagina del papiro Ebers

Nel papiro di Ebers databile al regno di Amenhotep I e quindi a circa 3500 anni fa si fa menzione della patologia erniaria. La mummia del faraone Merenptah mostra una cicatrice in regione inguinale come da intervento per ernia mentre quella di Ramesse V quarto faraone della XX dinastia egizia mostra un'ernia non operata..
Ippocrate accenna a questa malattia, anche se limitatamente alla forma infantile. Bisogna aspettare l'epoca romana e quindi Celso e Galeno per trovare una accurata descrizione sia della patologia che delle possibilità terapeutiche. Galeno, vissuto nel III secolo d.C., la attribuirà, erroneamente, alla rottura del peritoneo e al conseguente cedimento della parete addominale e questa teoria farà testo per circa 1000 anni. Paolo di Egina, l'ultimo grande chirurgo di scuola greca, vissuto nel VII secolo d.C., sarà il primo a distinguere le ernie inguinali da quelle scrotali e a descrivere con precisione la tecnica chirurgica che nella sua esperienza, così come in quella di molti chirurghi suoi contemporanei, comportava la orchiectomia (asportazione del testicolo) abituale, di principio.
Questi chirurghi ponevano indicazione all'intervento soltanto in caso di strozzamento dell'ernia, complicazione gravissima perché letale. Un atteggiamento comprensibile quando si pensi che in quelle epoche (ma così sarebbe stato fino alla metà dell'Ottocento), ogni tipo di intervento chirurgico, praticato in condizioni igieniche precarie e senza anestesia, era gravato da una altissima mortalità per cui vi si ricorreva soltanto nei casi più disperati e nei quali la vita era a rischio comunque. Nelle ernie non complicate, fortunatamente la maggioranza, si faceva ricorso a sistemi non cruenti in particolare a fasciature, macchinose quanto inutili, e ai cinti erniari

### Medioevo
Anche la chirurgia medioevale dedica ampio spazio alla cura chirurgica dell'ernia. Guy de Chauliac, che assurto alla dignità accademica diventerà uno dei padri della chirurgia francese, fu il primo a distinguere l'ernia inguinale da quella crurale e Abulcasis, grande chirurgo arabo introdusse la pratica della cauterizzazione, propria della medicina islamica, nella chiusura del sacco erniario.
Analogo procedimento seguiva Rogerio Frugardi uno dei grandi Maestri della Scuola medica salernitana, molto influenzata dalla medicina araba. Merita una citazione anche un allievo di Frugardi, Rolando Capelluti, al quale si deve l'indicazione di porre il paziente, all'inizio dell'intervento, a testa in giù per favorire il riposizionamento dell'intestino in cavità addominale. Questa posizione, impiegata attualmente in molti altri interventi e meno nella chirurgia delle ernie, è conosciuta invece come Posizione di Trendelenburg.
Anche questi chirurghi, come i loro predecessori, attribuivano più importanza all'asportazione dell'ernia (erniotomia) che alla ricostruzione della parete (ernioplastica) attraverso la quale si era fatta strada. In parte condizionati dalla rapidità con la quale dovevano portare a termine l'intervento ma soprattutto perché non avevano chiaro il ruolo delle strutture anatomiche parietali nella patogenesi dell'ernia inguinale. Basandosi sulla teoria galenica della rottura del peritoneo come causa dell'ernia, si limitavano alla chiusura del sacco peritoneale con conseguente inevitabile recidiva della malattia. Questi insuccessi creavano ulteriori perplessità sulla opportunità di un intervento di elezione e ne limitava il ricorso ai soli casi di strozzamento.
Questo era l'atteggiamento della chirurgia ufficiale ma bisogna ricordare che parallelamente ad essa esisteva una chirurgia alternativa, che si potrebbe definire popolare, praticata da figure minori ambulanti, quali ad esempio i norcini che giravano le campagne eseguendo piccoli interventi: estrarre denti, incidere ascessi, steccare fratture.
Questa pratica, nata nel medioevo, durò per qualche secolo e ci sono giunte notizie riguardanti l'abilità che avevano questi personaggi appunto nel trattare anche le ernie.

### L'età moderna
Bisognerà aspettare fino al XVIII ed il XIX secolo, caratterizzati da uno straordinario progredire delle conoscenze anatomiche, per ridisegnare l'anatomia della regione inguinale e crurale. Personaggi come Sir Astley Paston Cooper (1768-1841), Antonio Scarpa (1752-1832), Antoni de Gimbernat (1734-1790), Abraham Colles (1773-1843), Franz Kaspar Hesselbach (1759-1816), Jules Germain Cloquet (1790-1883), August Gottlieb Richter (1742-1812) legheranno il loro nome (fig.1) alla scoperta delle importanti strutture presenti in questi distretti ridisegnando l'anatomia e permettendo un approccio chirurgico concettualmente rivoluzionario alla patologia erniaria. Ma che tarderà ancora qualche decennio se è vero che, ancora alla fine dell '800, un grande chirurgo come William Stewart Halsted (1852-1922) poteva recriminare sul fatto che la chirurgia dell'ernia dei suoi tempi non fosse assolutamente cambiata dall'epoca degli imperatori romani.

### Il XIX secolo ed il progresso scientifico
Due grandi scoperte, quelle dell'anestesia e dell'asepsi, segnarono a partire dalla metà del XIX secolo un momento fondamentale nello sviluppo della chirurgia. Le grandi intuizioni di Horace Wells e William Green Morton (anestesia) e di Ignaz Philipp Semmelweis e Joseph Lister (asepsi) resero finalmente possibili e sicuri gli interventi, anche quelli per ernia, allargandone le indicazioni a tutti i casi e non solo a quelli gravati da complicazioni.
Proprio alla fine del XIX secolo contemporaneamente ed autonomamente Halsted negli Stati Uniti e Edoardo Bassini in Italia propongono una tecnica di cura radicale dell'ernia inguinale abbastanza simile e basata sulla ricostruzione meticolosa della parete posteriore del canale inguinale. Intervento quindi non più e solo di erniotomia ma soprattutto di ernioplastica. I risultati appaiono immediatamente straordinari e la tecnica, recepita rapidamente in tutto il mondo occidentale, permette di ridurre il tasso di recidive a percentuali intorno al 10, 15%.
Si tratta di un evento straordinario ma col tempo le stesse percentuali che inizialmente sembravano miracolose cominciano ad apparire intollerabilmente alte e ciò sprona molti chirurghi ad apportare modifiche alla tecnica di base, ma senza risultati apprezzabili.

### Il contributo di Edoardo Bassini
Un ricordo particolare merita Edoardo Bassini uno dei chirurghi italiani più noti per aver messo a punto una tecnica conosciuta in tutto il mondo e largamente impiegata fino a qualche decennio fa.
Chirurgo ma anche personaggio straordinario nacque a Pavia nel 1844. La città, sede fino al 1814 di una delle Università, insieme a quella di Bologna, della repubblica cisalpina, poi diventata, dopo il Congresso di Vienna, Regia Università dell'Impero austriaco, fu sede di una delle poche facoltà di medicina e chirurgia dell'epoca.
Tra i suoi straordinari Maestri vanno menzionati Antonio Scarpa il cui nome è legato ad alcune scoperte anatomiche ed in particolare alla descrizione della regione inguinale (denominata triangolo di Scarpa) e i suoi allievi Carlo Cairoli, padre degli eroi risorgimentali, e Luigi Porta.
In questo ambiente si formò lo studente Bassini che, come tanti giovani dell'epoca (peraltro era nipote del patriota Angelo), si ritagliò un ruolo importante anche nelle vicende risorgimentali. Ebbe la fortuna di conoscere Theodor Billroth considerato il padre della chirurgia gastro-intestinale e Joseph Lister scopritore dell'antisepsi e ritornato in Italia applicò le conoscenze acquisite alla sua attività professionale raggiungendo l'ambito traguardo della cattedra di chirurgia a Pavia, quindi a Parma e infine a Padova dove il 24 dicembre 1884 eseguirà per la prima volta l'intervento di ernioplastica che porta il suo nome.

### Il XX secolo e le tecniche di Lichtenstein e Trabucco
Una variazione significatica all'intervento di Bassini, considerato comunque punto di riferimento essenziale ancora nel 1974 in un lavoro scientifico famoso,fu costituita dalla tecnica di C.B. Mc Vay. Ma la vera innovazione verrà nel 1953 da parte di E.F. Shouldice che basandosi comunque sull'intervento di Bassini vi apporterà alcune modifiche importanti.
Con la tecnica di Shouldice non solo il tasso di recidive si abbasserà in modo drammatico, in alcuni casi al disotto dell'1%, ma il paziente, operato in anestesia locale, sarà restituito alla sua attività lavorativa in tempi molto più rapidi.
Un ulteriore passo sarà fatto intorno alla metà degli anni 1980 da I.L. Lichtenstein e E.Trabucco che elaboreranno il concetto di intervento tension free proponendo l'impiego di reti in polipropilene da inserire tra le varie strutture della parete addominale per rinforzarle. Questa tecnica renderà l'intervento semplice, rapido e sicuro e consentirà al paziente, operato in anestesia locale e in regime di day hospital un recupero immediato.
Secondo i più recenti sviluppi delle tecniche chirurgiche, oltre all'esame delle statistiche riguardo al manifestarsi di complicanze legate all'intervento ed ai tassi di recidiva, sono ormai indubbiamente riconosciuti i benefici della chirurgia laparoscopica per il trattamento dell'ernia inguinale in luogo delle tecniche tradizionali. Questa tecnica, definita anche mini-invasiva, nel caso dell'ernia comporta una invasività certamente inferiore alle tecniche tradizionali andando direttamente a riparare e rinforzare la parete interna che ha ceduto provocando la formazione del sacco erniario, senza la necessità di alcuna azione chirurgica sugli strati sovrastanti.  Nelle tecniche tradizionali, infatti, si rendono necessarie azioni chirurgiche sui tessuti degli strati interni con conseguenti danni permanenti ed accumuli di materiale cicatriziale, con lo stravolgimento della fisiologia della zona, ivi comprese le funzioni di protezione delle fasce muscolari sovrapposte. 
Oltretutto, a seconda della tecnica, per raggiungere ed isolare il sacco erniario si rende spesso necessaria la sezione longitudinale o trasversale completa del muscolo cremastere con conseguente esposizione permanente degli elementi del funicolo spermatico. Questa azione, di cui il paziente non viene solitamente messo al corrente e che spesso ne provoca il disappunto una volta eseguito l'intervento, comporta la perdita di motilità del testicolo ed una più alta esposizione ad orchiti ed infiammazioni, oltre ad un riposizionamento del testicolo più in basso venendo a mancare il sostegno del sottile muscolo. Benché non porti apparentemente conseguenze, si tratta comunque di un'azione che comporta un grave disagio fisico e psicologico nel paziente edotto.
Rispetto alle tecniche tradizionali, inoltre, la tecnica laparoscopica evita ogni coinvolgimento del nervo ileoinguinale, spesso incarcerato a causa dei processi cicatriziali, con conseguente frequente dolore cronico, che si rende curabile solo con un secondo intervento di neurotomia delle fibre nervose coinvolte (ma con conseguente perdita di sensibilità diffusa).
Le complicanze della tecnica laparoscopica sono legate prevalentemente ad una ancora incompleta preparazione del chirurgo, che necessita di una solida fase di apprendimento e l'abilità al riconoscimento degli elementi anatomici interni attraverso la visione laparoscopica, onde evitarne l'accidentale sezione ed il verificarsi di gravi conseguenze che richiedono contromisure immediate.
Tuttavia, nell'intervento correttamente eseguito, sono pressoché nulle le conseguenze dirette della tecnica laparoscopica, mentre nelle tecniche a cielo aperto, benché consentano la dimissione del paziente di norma nella stessa giornata, è inevitabile arrecare danni permanenti.

## Generalità

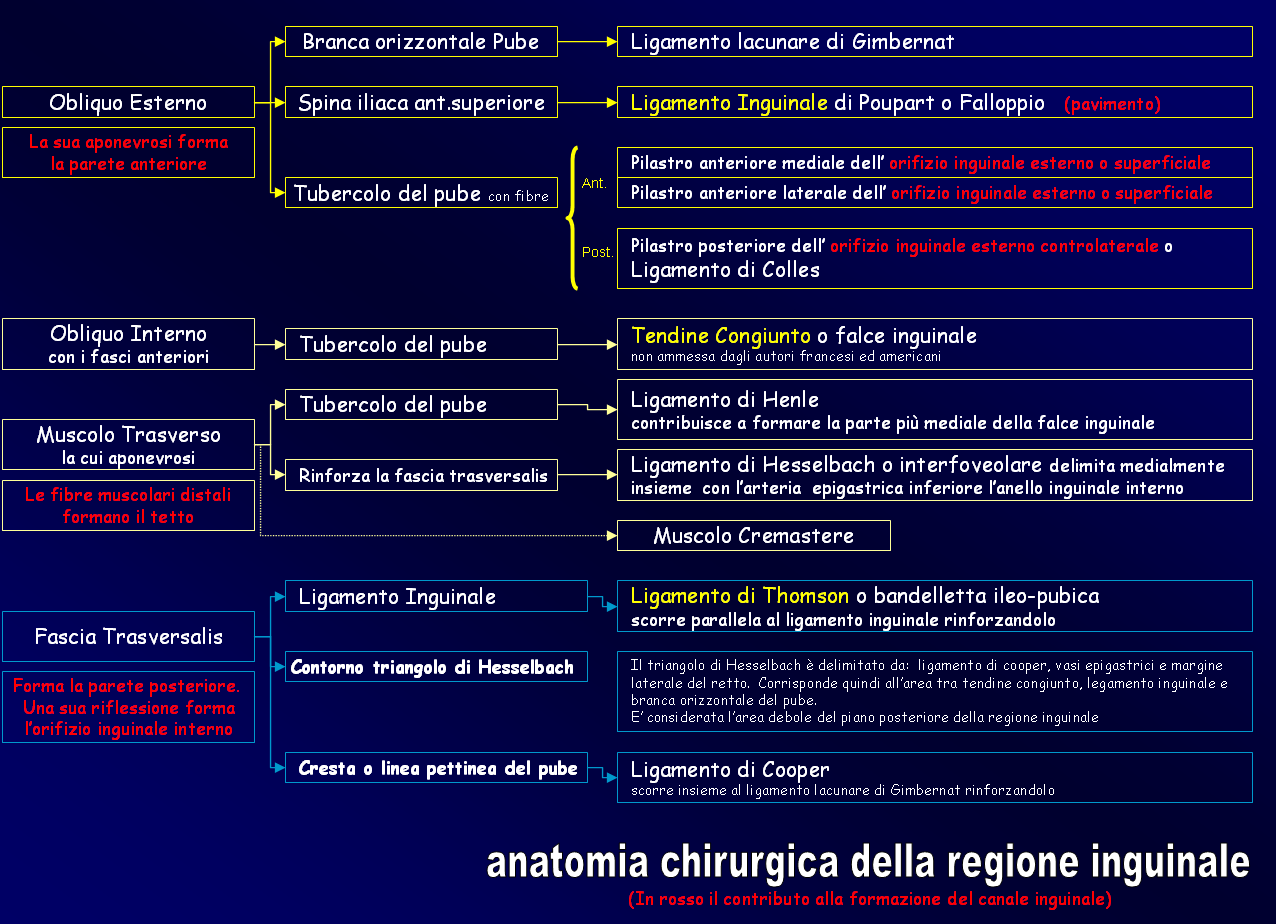
Fig.1. Strutture che contribuiscono alla formazione della regione inguinale

Per comprendere la chirurgia dell'ernia e l'evoluzione delle varie tecniche operatorie è indispensabile una buona conoscenza dell'anatomia della regione inguinale che si identifica principalmente con il canale inguinale, struttura virtuale, alla cui formazione contribuiscono alcuni muscoli con le loro aponevrosi: muscolo obliquo esterno e obliquo interno, muscolo trasverso dell'addome e la fascia trasversale (fig.2).
Gli stessi elementi formano anche i vari strati della parete inguinale ed essendo accostati tra loro da aderenze lasse, vengono facilmente penetrati dall'ernia che, progredendo verso l'esterno, si infiltra facilmente tra di essi. L'ernia quindi è la causa di uno scompaginamento della parete addominale e non effetto della sua rottura come erroneamente riteneva Galeno.
In ogni caso un intervento che voglia correggere questa patologia non può limitarsi alla pura e semplice asportazione del sacco erniario ma deve ricompattare i vari piani muscolari restituendoli alla loro posizione originaria e deve, possibilmente, rinforzare la parete addominale, pena la inevitabile recidiva dell'ernia. Questo principio, apparentemente semplice, per alcuni millenni fu ignorato e il tasso altissimo di recidive post-operatorie costituì un ulteriore grave ostacolo al già problematico approccio chirurgico alla malattia.
Il merito di Bassini e di Halsted fu di avere intuito la natura del problema e di aver messo a punto una tecnica che rendeva solidali questi muscoli e queste aponevrosi fissandoli con una serie di punti di sutura. I due, inoltre, identificarono l'area debole, che favorisce la formazione dell'ernia, nella parete posteriore del canale inguinale, costituita dalla sola fascia trasversalis e Bassini prima e successivamente Halsted posero l'accento sull'importanza della ricostruzione accurata proprio di quest'ultima struttura.
Fu una rivoluzione teorica ma soprattutto tecnica che consentì successi insperati. Il tasso di recidiva diminuì in maniera drammatica e il nuovo metodo di cura 'radicale' dell'ernia si diffuse rapidamente.
Per oltre un secolo l'entusiasmo per gli eccellenti risultati ritardò la formulazione di alcune obiezioni che si potevano tuttavia sollevare:
1. I punti di sutura fissano tra loro strutture che anatomicamente e fisiologicamente sono distinte. Ciò comporta stiramenti e tensioni anomale che generano dolore e costringono il paziente a letto, immobile per alcuni giorni.
2. L'esito cicatriziale coinvolgendo tessuti diversi non garantisce una tenuta certa, soprattutto dopo che i punti di sutura sono stati riassorbiti.

Le modifiche di McVay, Shouldice e soprattutto di Lichtenstein all'intervento di Bassini nascono appunto da queste considerazioni. Sono quelle più importanti tra le tante, circa 80, che sono state proposte nell'arco dell'ultimo secolo e mezzo

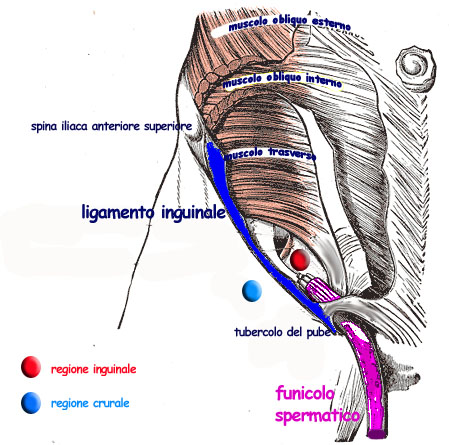
Fig.2. Regione inguinale

L'ernia non complicata ha una sintomatologia non particolarmente dolorosa, ma la tumefazione che la caratterizza, e che ha tendenza ad accrescersi nel tempo, può raggiungere dimensioni tali da condizionare lo svolgimento delle normali attività lavorative. Pertanto la malattia, in quanto invalidante e frequente (è una delle principali cause di morbilità nel sesso maschile) costituisce un problema rilevante in termini di costi sanitari e sociali.
Il progresso delle tecniche operatorie e l'avvento recente di nuovi presidi chirurgici permette oggi di restituire il paziente a una vita normale in tempi brevissimi, praticamente a poche ore dall'intervento.
In passato l'ignoranza delle più elementari norme asettiche e la mancanza dell'anestesia rendeva tanto rischioso l'approccio chirurgico alla malattia che esso veniva riservato ai casi più disperati. Una patologia quindi sostanzialmente benigna diventava drammatica per la maggior parte della popolazione costituita in maggioranza da contadini, soldati e operai. Di fatto nei documenti del mondo antico che ci sono pervenuti e che riguardano la chirurgia è frequente trovare accenni alla malattia e ai tentativi di cura.

## Tecniche di terapia chirurgica
| Anno | Autore              | Tecnica                          |
| ---- | ------------------- | -------------------------------- |
| 1559 | Stromayr            | Rinforzo della parete anteriore  |
| 1694 | Purmann             |                                  |
| 1877 | Czerny              |                                  |
| 1881 | Lucas-Championnière | Rinforzo della parete posteriore |
| 1889 | Bassini             |                                  |
| 1898 | Lotheissen          |                                  |
| 1942 | McVay               |                                  |
| 1945 | Shouldice           |                                  |
| 1987 | Lichtenstein        |                                  |
| 1988 | Guarnieri           |                                  |
| 1989 | Stoppa 1989         |                                  |
| 1990 | Ger                 | Laparoscopia                     |
| 1990 | Klein               |                                  |
| 2001 | Desarda             |                                  |

### Asportazione dell'ernia

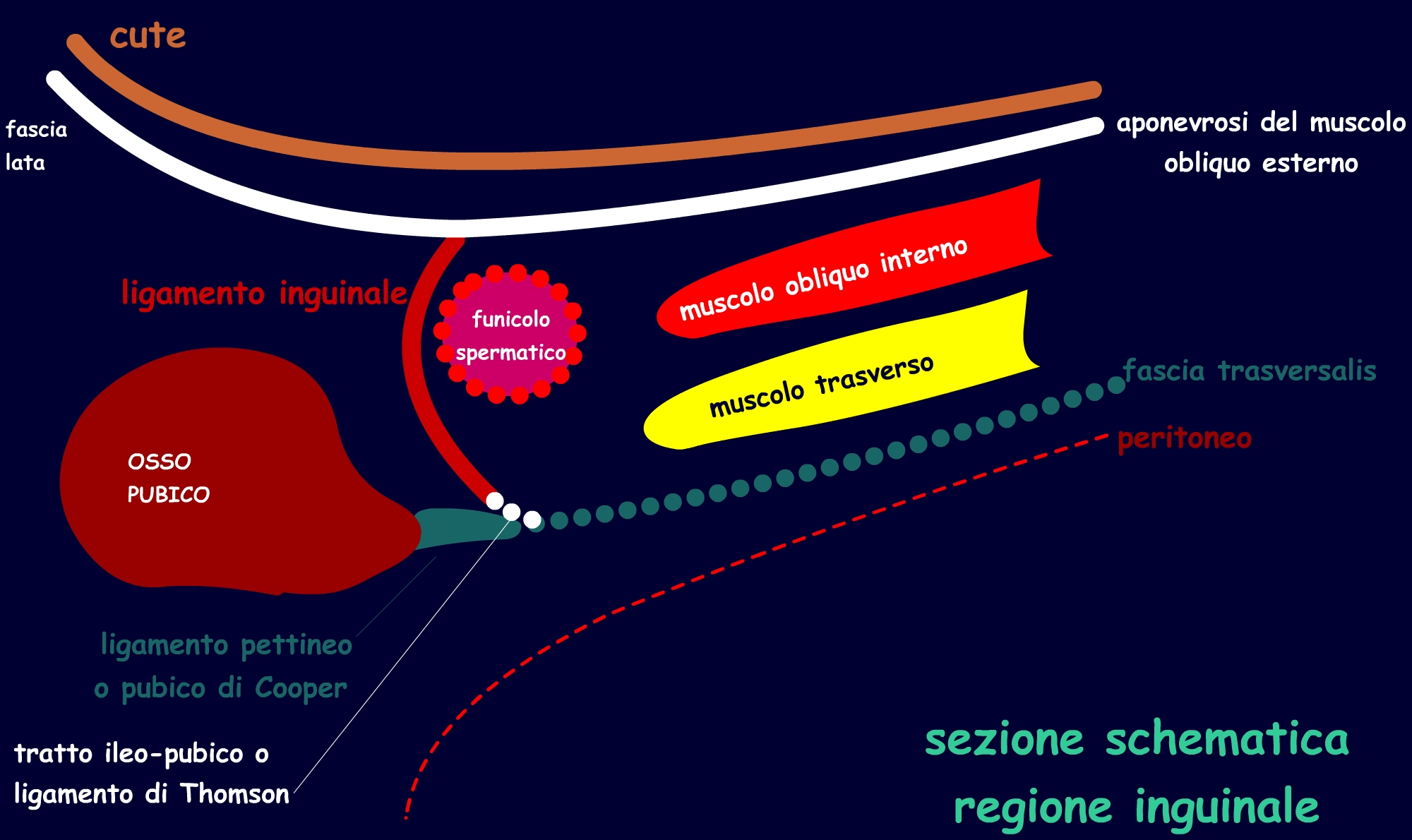
Fig.3. Rappresentazione schematica della regione inguinale

- Taglio parallelo al ligamento inguinale (quindi alla piega inguinale) di circa 10 cm. Incisa la cute e il sottocute compare l'aponevrosi del muscolo obliquo esterno che viene aperta dall'alto verso il basso fino a sezionare l'orifizio inguinale esterno o superficiale.

La fascia viene quindi staccata agevolmente dal piano muscolare sottostante in modo da mettere in evidenza (Fig.3):
- - lateralmente il legamento inguinale
  - medialmente il margine inferiore del muscolo obliquo interno ed il muscolo trasverso

In questa fase va posta attenzione a non ledere il nervo ileoinguinale ed il nervo ileoipogastrico che decorrono tra fascia e fibre muscolari.
- Aperta così la parete anteriore del canale inguinale compare il funicolo spermatico che viene isolato dai suoi involucri per via smussa, sollevato delicatamente su di una fettuccia e lateralizzato. Questa manovra consente di mettere in evidenza:
  - sul fondo la fascia trasversalis che costituisce la parete posteriore del canale inguinale
  - medialmente il muscolo obliquo interno e il muscolo trasverso che fondendosi nel tendine congiunto vanno ad inserirsi sul tubercolo del pube
  - lateralmente il ligamento inguinale.
  - in alto l'orifizio inguinale interno.
- Si procede alla liberazione del funicolo dal muscolo cremasterico (fibre derivanti dal muscolo obliquo interno) che lo circonda e alla incisione ed apertura della fascia spermatica (derivazione della introflessione della fascia trasversalis all'altezza dell'orifizio inguinale interno). In questo modo si mette in evidenza il sacco dell'ernia, di colore biancastro, inserito tra gli elementi del funicolo: dotto deferente e vasi testicolari
- Una cauta dissezione, preferibilmente per via smussa, permette di staccare agevolmente, senza lacerazioni o emorragie, il fondo e il corpo del sacco dagli elementi propri del funicolo. La manovra risulta molto più indaginosa e rischiosa in presenza di aderenze tenaci o fibrotiche di frequente riscontro nei pazienti che hanno adoperato un cinto erniario.
- Il sacco, isolato fino al colletto e sollevato verso l'alto, viene aperto sul fondo in modo da esplorarne il contenuto, che all'occorrenza viene riposto in cavità addominale.
- Mediante un punto transfisso o meglio con una sutura a borsa di tabacco si serra la base del sacco (colletto) e si asporta la parte di corpo e fondo eccedente.
- La asportazione del sacco rende ancora più visibile, sul fondo del canale inguinale, la fascia trasversalis che viene incisa con cautela ponendo attenzione a non ledere i vasi epigastrici che delimitano in alto l'orifizio inguinale interno o profondo.

### Ricostruzione della parete
Rappresenta la seconda fase dell'intervento e ne costituisce un momento importante. Le varie tecniche elaborate nel tempo rappresentano il tentativo di risolvere alcuni problemi riconducibili alle seguenti considerazioni:
- L'ernia si fa strada tra strutture anatomiche diverse accostate tra loro da blande aderenze, incuneandosi tra esse e dislocandole.
- L'asportazione chirurgica del sacco e quindi dell'ernia riporta queste strutture nella loro posizione originaria.
- Il riallineamento dei vari piani muscolari non è sufficiente a garantire la solidità della parete che può cedere di nuovo dando luogo ad una recidiva.
- Se i piani muscolari ed aponevrotici vengono fissati tra di loro con dei punti di sutura (meglio se utilizzando fili non assorbibili) la parete diventa più resistente e le recidive diminuiscono in modo significativo.
- Le suture rendono solidali strutture e aponevrosi diverse sia anatomicamente che fisiologicamente con conseguenti tensioni anomale che determinano dolore e anomalie della cicatrizzazione.

#### Intervento di Bassini

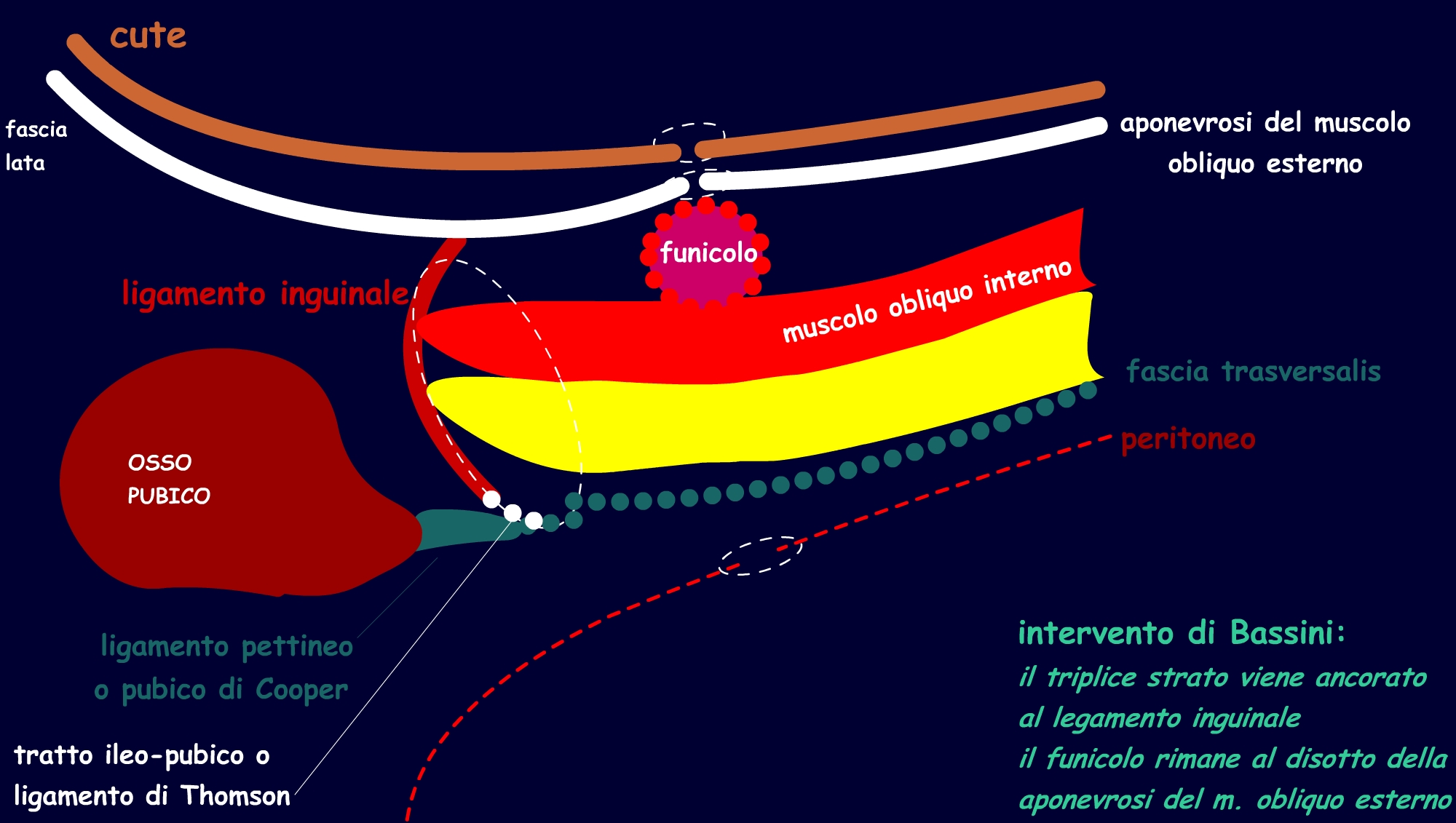
Fig.4. Ernioplastica secondo Bassini

Fu ideato dal chirurgo italiano alla fine dell'Ottocento per conferire solidità alla parete.(fig 4)
Si basa sulla creazione di un triplice strato costituito da:
1. muscolo obliquo interno
2. muscolo trasverso dell'addome
3. fascia transversalis (fig.4)

che viene fissato al legamento inguinale con 4 o 5 punti di sutura distanziati di circa 1-1.5 cm.
Con il primo di questi punti, quello superiore, viene ricostruito l'anello inguinale superiore o profondo (A.I.P.).
Successivamente si procede alla sutura dell'aponevrosi del muscolo obliquo esterno, che avviene quindi su un piano più superficiale, e con l'ultimo punto, quello inferiore, si ricostruisce l'anello inguinale inferiore o superficiale (A.I.S.). In tal modo il funicolo spermatico assume un decorso a S orizzontale perché impegna l'A.I.P., rimane adagiato tra triplice strato sotto e aponevrosi dell'obliquo esterno sopra e quindi fuoriesce dall'A.I.S per portarsi nello scroto.

#### Interventi di Halsted e Postemski
Fu messo a punto contemporaneamente e autonomamente rispetto alla tecnica di Bassini dalla quale differiva perché non prevedeva l'apertura della fascia transversalis, che quindi veniva esclusa dalla sutura (in duplice strato), e perché il funicolo spermatico, venendo sistemato al di sopra della sutura dell'aponevrosi del muscolo obliquo esterno assumeva una posizione sottocutanea.
La tecnica fu successivamente modificata da Halsted che si convinse della necessità di aprire anche la fascia trasversale in modo da poter formare un triplice strato da ancorare al legamento di Cooper.
L'intervento di Postemski corrisponde all'intervento di Halsted ed è caratterizzato dalla posizione sottocutanea del funicolo spermatico.

#### Intervento di Mugnai Ferrari
Conosciuto anche come intervento di Ferguson, è analogo all'intervento di Bassini, ma con posizionamento del funicolo al di sotto del triplice strato. L'intervento viene riservato ai casi in cui è presente un criptorchidismo e quindi è opportuno "allungare" il funicolo.

#### Intervento di Anson - Mc Vay

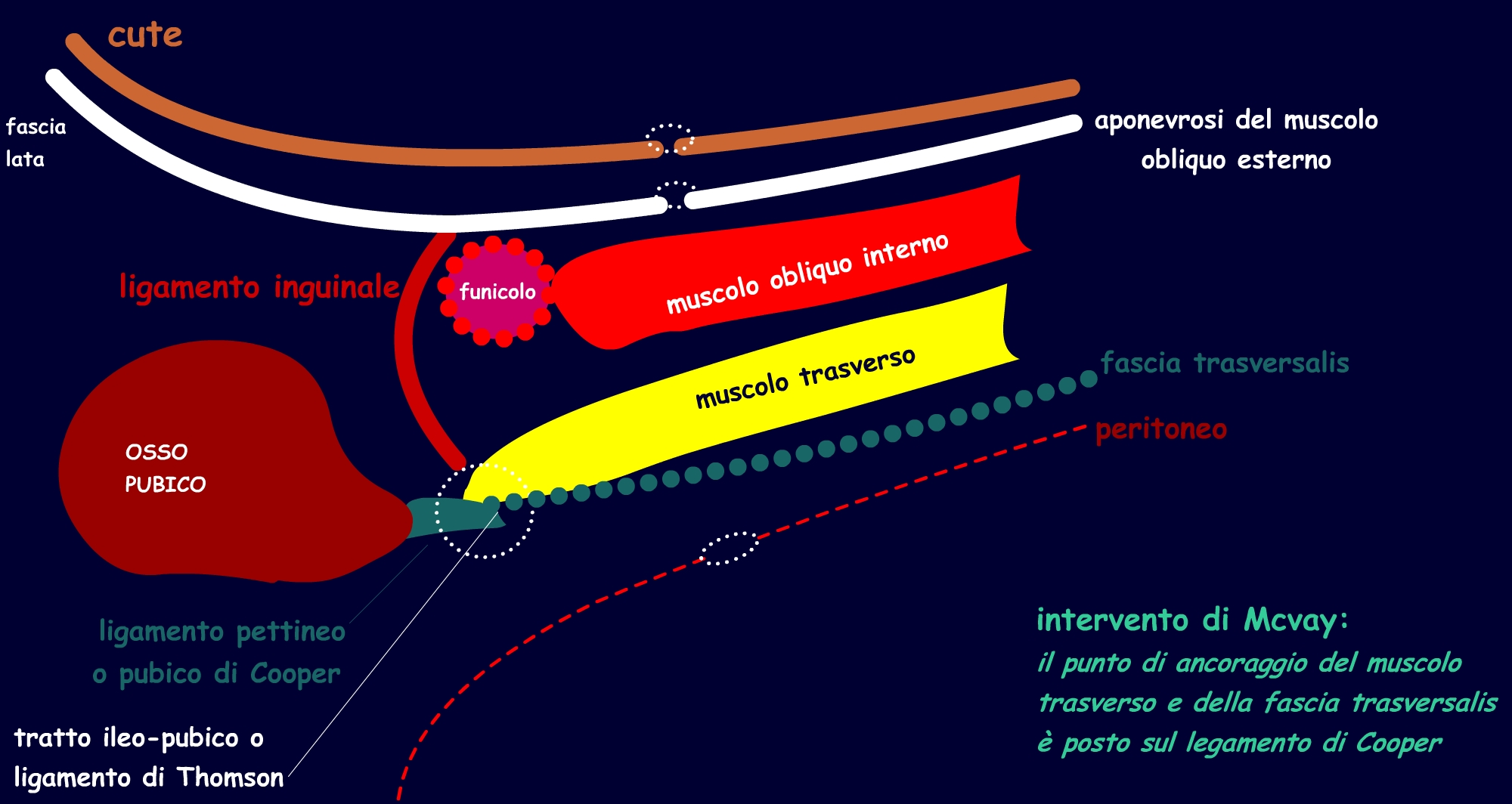
Fig.5. Schema dell’intervento di Mc Vay

Rappresenta una variante tecnica rispetto all'intervento di Bassini sul quale comunque si basa. Fu proposto agli inizi degli anni '40 dopo che approfonditi studi di anatomia avevano convinto gli Autori che la fascia transversalis e l'aponevrosi del muscolo trasverso dell'addome sono ancorati al legamento di Cooper e che quindi queste due strutture vanno fissate ad esso più che al legamento inguinale come prevede l'intervento di Bassini.

#### Intervento di Shouldice

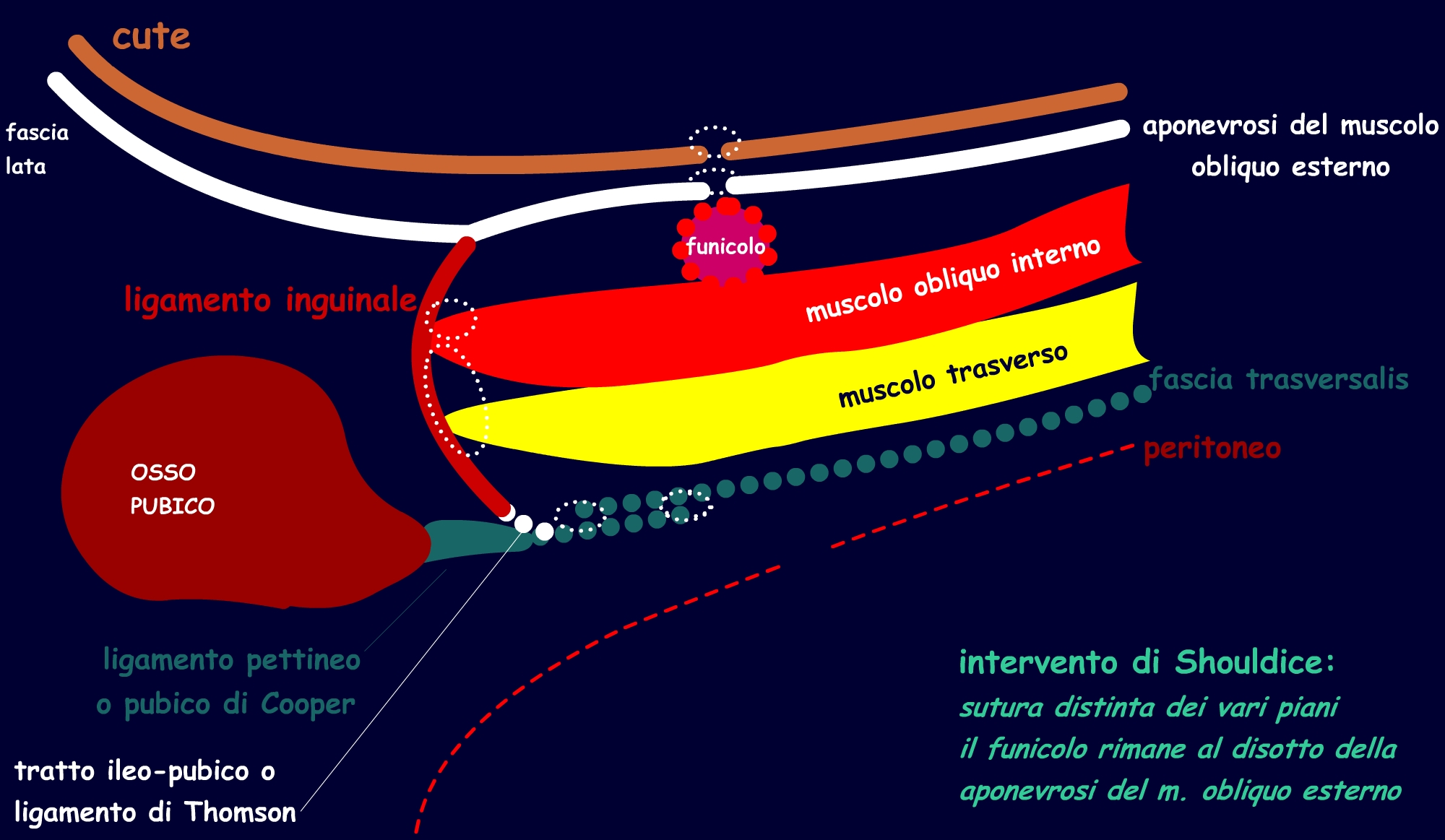
Fig.6. Schema dell’intervento secondo Shouldice

Nel 1945 Shouldice, ribadendo il concetto di Bassini sull'importanza della fascia transversalis, propone però di suturare i tre strati non più insieme, ma separatamente, raddoppiando anzi la transversalis per sovrapposizione dei suoi lembi (fig.6).
Si trattava in questo caso di una variante tecnica molto importante che diede immediatamente degli eccellenti risultati, abbassando la percentuale di recidive al di sotto dell'1%.
Da quel momento lo Shouldice Hernia Centre di Thornhill nell'Ontario, in Canada, istituto più simile a un hotel che a un ospedale, dedicato esclusivamente alla cura di questa patologia (vi si praticano più di 7500 interventi all'anno) diventò il punto di riferimento della cura chirurgica dell'ernia e di lì la tecnica si diffuse in tutto il mondo, soppiantando quella di Bassini.
Il fatto che il paziente venisse trattato con un intervento rapido, in media di 35 minuti, in anestesia locale, il che significava che raggiungeva e lasciava la sala operatoria con le proprie gambe, e che dopo un breve e tranquillo decorso post-operatorio, la degenza durava tre giorni e due notti, potesse tornare alle proprie attività significava il raggiungimento di un obiettivo inseguito da millenni.
Ma a distanza di pochi anni sarebbe intervenuta una vera rivoluzione nel trattamento chirurgico dell'ernia con l'avvento di un materiale particolare, il polipropilene, che intrecciato in reti (mesh) sottili, morbide e modellabili avrebbe aperto, con Francis Husher nel 1960, il capitolo delle allo-plastiche erniarie.

#### Intervento di Lichtenstein

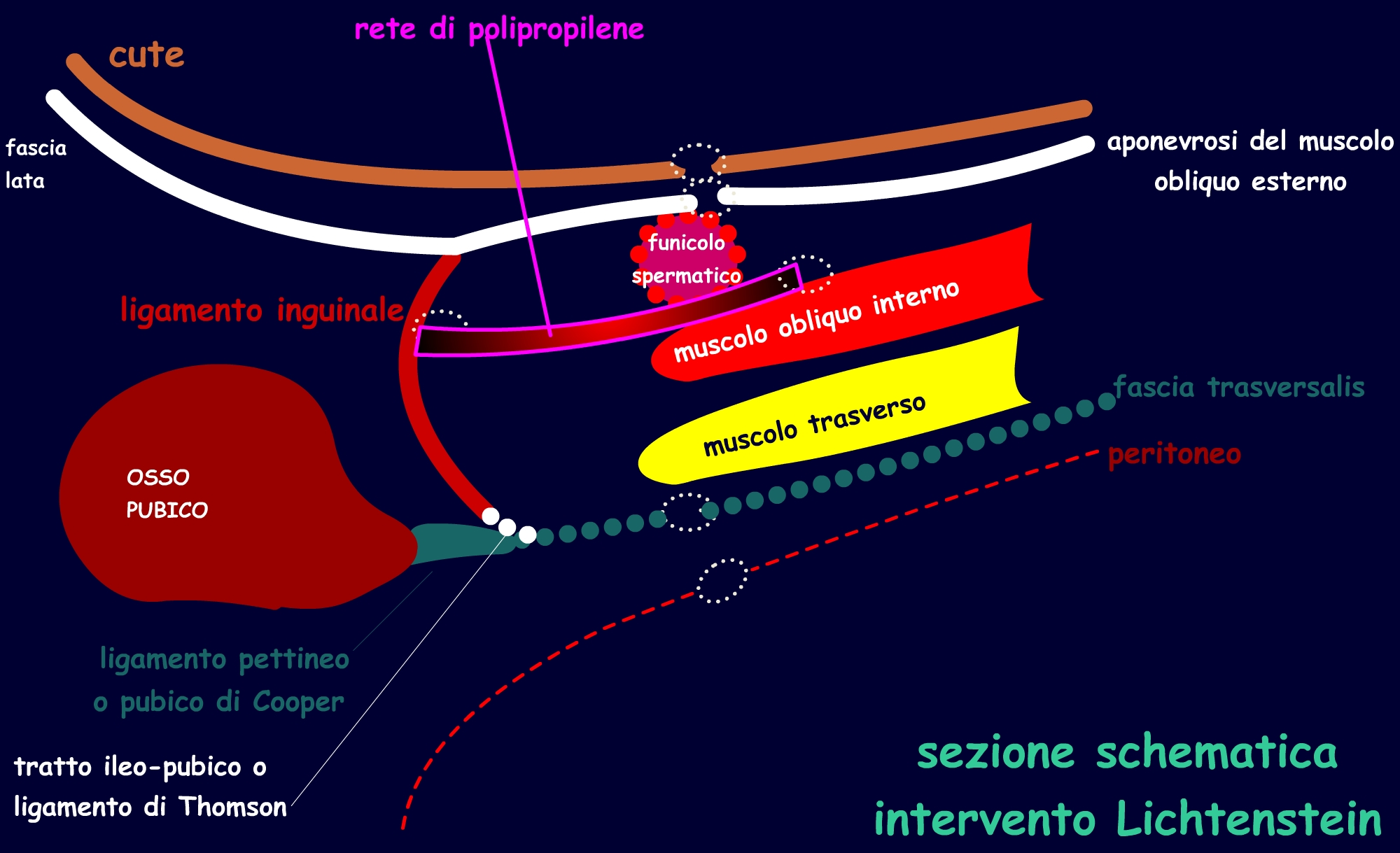
Fig.7. Schema dell’intervento secondo Lichtenstein

Questo Chirurgo fino al 1969 utilizzò una tecnica tradizionale pur non attribuendo importanza alla fascia transversalis e riservandola invece all'aponeurosi del muscolo obliquo interno. Peraltro questi interventi, a suo giudizio, erano insufficienti a correggere le ernie dirette e quelle recidive.
Fu appunto in questi casi che cominciò ad adoperare la mesh di polipropilene come rinforzo alla chirurgia plastica. I buoni risultati ottenuti lo spinsero a utilizzare la stessa tecnica anche alle ernie inguinali indirette, pubblicando una ampia casistica di oltre 6000 casi trattati..
Il passo successivo e definitivo fu quello di eliminare completamente i punti di sutura tra muscoli e aponevrosi diverse (causa di quella tensione responsabile del dolore e di anomalie della cicatrizzazione), lasciandoli esclusivamente per l'ancoraggio della rete. Nasceva così, nel giugno del 1984, il concetto di ernioplastica "tension free", priva di tensione, perché basata esclusivamente sul posizionamento di una rete protesica di rinforzo.
I risultati furono straordinari sia perché il tasso di recidive calò al di sotto dell'1%, sia perché la tecnica incontrò il massimo gradimento da parte dei pazienti che subivano un intervento in anestesia locale, venivano dimessi dopo circa ventiquattro ore e potevano riprendere le loro normali attività dopo 30 o 70 giorni dall'intervento.
I tempi di recupero sono comunque soggettivi e dipendenti dalla risposta dell'organismo del singolo individuo. È però non infrequente il fenomeno dell'incarceramento dei nervi causato dalla sutura della rete.
I dati rilevati dal controllo dei primi 1000 casi trattati confermarono i risultati ottimi con assenza di recidive e di effetti collaterali significativi mentre il lavoro di un suo allievo, Shulman, (che nel 1992 riportava i risultati di 3019 interventi praticati in 5 centri diversi) contribuì a superare molte delle perplessità nei confronti dell'utilizzo di queste protesi non riassorbibili e legate soprattutto al timore di eventuali fenomeni di rigetto.
I momenti salienti di questa tecnica possono essere così riassunti:
1. sutura della fascia trasversalis, così da uniformare il piano su cui viene adagiata una rete di 8 X 16 cm;
2. il margine inferiore della rete viene sovrapposto all'osso pubico per circa 2 cm e fissato con un punto;
3. la parte superiore della rete viene tagliata per qualche centimetro (in modo da permettere il passaggio del funicolo spermatico che fuoriesce dall'orifizio inguinale interno) e le due code vengono poi sovrapposte per qualche centimetro e quindi fissate;
4. la porzione laterale della rete a contatto con il legamento inguinale viene suturata con una sutura continua in materiale non riassorbibile;
5. si sutura poi il margine mediale della rete alla fascia del muscolo obliquo interno con punti staccati.

#### Intervento di Trabucco
Questo autore statunitense di origini italiane, Ermanno Trabucco, ha contribuito alla evoluzione ulteriore della allo-plastica dell'ernia inguinale introducendo il concetto di suture less, abolizione completa delle suture. Nella sua tecnica la mesh viene inserita in una tasca ottenuta al disopra della fascia trasversale senza che vi sia necessità di fissarla con punti di sutura. Per questo motivo, al fine di scongiurare l'accartocciamento della protesi una volta inserita nella sede, viene usata una mesh in polipropilene più pesante di quelle tradizionali, rigida e con memoria di forma, che crea tuttavia maggior fastidio e più pronunciata sensazione di corpo estraneo.
Il punto debole corrispondente all'anello inguinale interno viene chiuso con un tappo, plug, dello stesso materiale. Tuttavia, il lato negativo di questa tecnica è la sezione completa del muscolo cremastere con perdita della relativa funzione di termoregolazione e della funzione di riflesso cremasterico durante l'atto sessuale, ed il funicolo spermatico viene quindi a ritrovarsi direttamente sottocutaneo, senza più essere contenuto e protetto nella fibra muscolare.
Intervento di Guarnieri
È un intervento a cielo aperto di un autore Italiano, Antonio Guarnieri. Il principio ispiratore è:  "modificare l'anatomia per ripristinare la fisiologia del canale inguinale". Viene in sostanza ripristinato il meccanismo a saracinesca del muscolo obliquo interno, creato un neoanello inguinale interno funzionale e rinforzato sia il piano posteriore che anteriore con una serie di doppi petti fasciali. Viene preservato il muscolo cremastere. Anche se è previsto l'uso di protesi, questo intervento viene eseguito frequentemente senza protesi. Date le sue caratteristiche pur essendo un intervento "anatomico" è da considerarsi "tension free"; la muscolatura è libera di movimento e le suture coinvolgono esclusivamente i tessuti fasciali. Di recente il figlio di Antonio, Francesco ha ideato 3 ulteriori varianti tecniche per limitare al massimo l'uso di materiale protesico.